# Krivača (Čajniče, BiH)
Krivača je naseljeno mjesto u općini Čajniču, Republika Srpska, BiH. Nalazi se na jugoistočno obali Suhodanjske rijeke.
Godine 1985. pripojena je naselju Zaborku (Sl.list SRBiH, br.24/85).

## Stanovništvo
| Narod     | Popis 1961. | Popis 1971. | Popis 1981. |
| --------- | ----------- | ----------- | ----------- |
| Hrvati    |             |             |             |
| Muslimani |             |             |             |
| Srbi      | 42          | 29          | 19          |
| ostali    |             |             |             |
| Ukupno    | 42          | 29          | 19          |